# Йохан III фон Роденщайн
Йохан III (Ханс III) фон Роденщайн (на немски: Johann III von Rodenstein/Hans III zu Rodenstein; * 6 януари 1418; † 26 април 1500, Рим) е благородник от род Роденщайн-Крумбах в Южен Хесен и Оденвалд.

## Произход
Той е син на Херман IV фон Роденщайн († сл. 1448) и съпругата му Елизабет фон Хиршхорн († 1436), вдовица на Клаус фон Оберщайн, внучка на Енгелхард II фон Хиршхорн († 1387), дъщеря на Еберхард II фон Хиршхорн-Цвингенберг († 1421) и Демуд Кемерер фон Вормс († 1425).
Йохан III фон Роденщайн умира на 82 години на 26 април 1500 г. в Рим.

## Фамилия
Йохан III фон Роденщайн се жени ок. 1480 г. за Анна фон Роденщайн-Крумбах-Лисберг (* ок. 1458), внучка на Херман III фон Роденщайн († 1435), дъщеря на Енгелхард фон Роденщайн († 1470), господар на Лисберг, и съпругата му Юта фон Ербах († 1491). Те имат децата:
- Йохан IV фон Роденщайн († 22 март 1531), женен 1508 г. за Анна Байер фон Бопард († 28 юли 1560); родители на:
  - Енгелхард фон Роденщайн (* ок. 1530), женен ок. 1566 г. за Барбара фон Оберщайн (* ок. 1544)
  - Георг фон Роденщайн, женен за Анна фон Бойнебург
- Георг фон Крумбах († сл. 1549)
- Маргарета фон Крумбах

## Галерия
- Герб на фон Крумбах, пр. 1492
- Останки от стените на замък Роденщайн
- Дворецът Крумбах